# Tanala

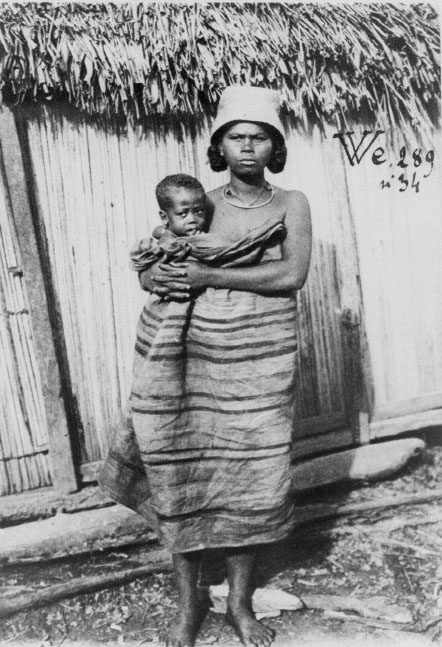
Donna Tanala con bambino in una foto del 1908

I Tanala sono un popolo del Madagascar che vive nell'area di Ranomafana. Gli appartenenti a questa etnia sono circa 572.000 e rappresentano il 4% della popolazione malgascia. Il nome "Tanala", in lingua malgascia, significa "gli abitanti della foresta".